# 12.ª etapa del Tour de Francia 2020
La 12.ª etapa del Tour de Francia 2020 tuvo lugar el 10 de septiembre de 2020 entre Chauvigny y Sarran sobre un recorrido de 218 km y fue ganada por el suizo Marc Hirschi del equipo Sunweb. El esloveno Primož Roglič mantuvo un día más el liderato.

## Clasificación de la etapa
| \| Clasificación de la etapa \| Clasificación de la etapa \| Clasificación de la etapa \| Clasificación de la etapa \| Clasificación de la etapa \| \| Ciclista \| Ciclista \| Equipo \| Tiempo \| \| \| ------------------------- \| ------------------------- \| -------------------------------- \| ------------------------- \| ------------------------- \| \| 1.º \| Marc Hirschi \| Team Sunweb \| 5 h 08 min 49 s \| \| \| 2.º \| Pierre Rolland \| B&B Hotels-Vital Concept p/b KTM \| + 47 s \| \| \| 3.º \| Søren Kragh Andersen \| Team Sunweb \| + 52 s \| \| \| 4.º \| Quentin Pacher \| B&B Hotels-Vital Concept p/b KTM \| + 52 s \| \| \| 5.º \| Jesús Herrada \| Cofidis \| + 52 s \| \| \| 6.º \| Maximilian Schachmann \| Bora-Hansgrohe \| + 52 s \| \| \| 7.º \| Hugo Houle \| Astana \| + 52 s \| \| \| 8.º \| Sébastien Reichenbach \| Groupama-FDJ \| + 52 s \| \| \| 9.º \| Kenny Elissonde \| Trek-Segafredo \| + 56 s \| \| \| 10.º \| Nicolas Roche \| Team Sunweb \| + 56 s \| \| |                       |                                  |                 |
| |                       |                                  |                 |
| Fuente: ProCyclingStats |                       |                                  |                 |
| Clasificación de la etapa |                       |                                  |                 |
| Ciclista | Ciclista              | Equipo                           | Tiempo          |
| 1.º | Marc Hirschi          | Team Sunweb                      | 5 h 08 min 49 s |
| 2.º | Pierre Rolland        | B&B Hotels-Vital Concept p/b KTM | + 47 s          |
| 3.º | Søren Kragh Andersen  | Team Sunweb                      | + 52 s          |
| 4.º | Quentin Pacher        | B&B Hotels-Vital Concept p/b KTM | + 52 s          |
| 5.º | Jesús Herrada         | Cofidis                          | + 52 s          |
| 6.º | Maximilian Schachmann | Bora-Hansgrohe                   | + 52 s          |
| 7.º | Hugo Houle            | Astana                           | + 52 s          |
| 8.º | Sébastien Reichenbach | Groupama-FDJ                     | + 52 s          |
| 9.º | Kenny Elissonde       | Trek-Segafredo                   | + 56 s          |
| 10.º | Nicolas Roche         | Team Sunweb                      | + 56 s          |

## Clasificaciones al final de la etapa

### Clasificación general(Maillot Jaune)
| \| Clasificación general \| Clasificación general \| Clasificación general \| Clasificación general \| Clasificación general \| \| Ciclista \| Ciclista \| Equipo \| Tiempo \| \| \| --------------------- \| --------------------- \| --------------------- \| --------------------- \| --------------------- \| \| 1.º \| Primož Roglič \| Jumbo-Visma \| 51 h 26 min 43 s \| \| \| 2.º \| Egan Bernal \| Ineos Grenadiers \| + 21 s \| \| \| 3.º \| Guillaume Martin \| Cofidis \| + 28 s \| \| \| 4.º \| Romain Bardet \| AG2R La Mondiale \| + 30 s \| \| \| 5.º \| Nairo Quintana \| Arkéa-Samsic \| + 32 s \| \| \| 6.º \| Rigoberto Urán \| EF Pro Cycling \| + 32 s \| \| \| 7.º \| Tadej Pogačar \| UAE Team Emirates \| + 44 s \| \| \| 8.º \| Adam Yates \| Mitchelton-Scott \| + 1 min 02 s \| \| \| 9.º \| Miguel Ángel López \| Astana \| + 1 min 15 s \| \| \| 10.º \| Mikel Landa \| Bahrain McLaren \| + 1 min 42 s \| \| |                    |                   |                  |
| |                    |                   |                  |
| Fuente: ProCyclingStats |                    |                   |                  |
| Clasificación general |                    |                   |                  |
| Ciclista | Ciclista           | Equipo            | Tiempo           |
| 1.º | Primož Roglič      | Jumbo-Visma       | 51 h 26 min 43 s |
| 2.º | Egan Bernal        | Ineos Grenadiers  | + 21 s           |
| 3.º | Guillaume Martin   | Cofidis           | + 28 s           |
| 4.º | Romain Bardet      | AG2R La Mondiale  | + 30 s           |
| 5.º | Nairo Quintana     | Arkéa-Samsic      | + 32 s           |
| 6.º | Rigoberto Urán     | EF Pro Cycling    | + 32 s           |
| 7.º | Tadej Pogačar      | UAE Team Emirates | + 44 s           |
| 8.º | Adam Yates         | Mitchelton-Scott  | + 1 min 02 s     |
| 9.º | Miguel Ángel López | Astana            | + 1 min 15 s     |
| 10.º | Mikel Landa        | Bahrain McLaren   | + 1 min 42 s     |

### Clasificación por puntos(Maillot Vert)
| Clasificación por puntos | Clasificación por puntos | Clasificación por puntos         | Clasificación por puntos | Clasificación por puntos |
| Ciclista                 | Ciclista                 | Equipo                           | Puntos                   |                          |
| ------------------------ | ------------------------ | -------------------------------- | ------------------------ | ------------------------ |
| 1.º                      | Sam Bennett              | Deceuninck-Quick Step            | 252 pts                  |                          |
| 2.º                      | Peter Sagan              | Bora-Hansgrohe                   | 186 pts                  |                          |
| 3.º                      | Bryan Coquard            | B&B Hotels-Vital Concept p/b KTM | 162 pts                  |                          |
| 4.º                      | Caleb Ewan               | Lotto-Soudal                     | 155 pts                  |                          |
| 5.º                      | Matteo Trentin           | CCC Team                         | 146 pts                  |                          |
| 6.º                      | Wout van Aert            | Jumbo-Visma                      | 131 pts                  |                          |
| 7.º                      | Alexander Kristoff       | UAE Team Emirates                | 100 pts                  |                          |
| 8.º                      | Michael Mørkøv           | Deceuninck-Quick Step            | 100 pts                  |                          |
| 9.º                      | Marc Hirschi             | Team Sunweb                      | 90 pts                   |                          |
| 10.º                     | Julian Alaphilippe       | Deceuninck-Quick Step            | 88 pts                   |                          |

### Clasificación de la montaña(Maillot à Pois Rouges)
| Clasificación de la montaña | Clasificación de la montaña | Clasificación de la montaña      | Clasificación de la montaña | Clasificación de la montaña |
| Ciclista                    | Ciclista                    | Equipo                           | Puntos                      |                             |
| --------------------------- | --------------------------- | -------------------------------- | --------------------------- | --------------------------- |
| 1.º                         | Benoît Cosnefroy            | AG2R La Mondiale                 | 36 pts                      |                             |
| 2.º                         | Nans Peters                 | AG2R La Mondiale                 | 31 pts                      |                             |
| 3.º                         | Marc Hirschi                | Team Sunweb                      | 31 pts                      |                             |
| 4.º                         | Toms Skujiņš                | Trek-Segafredo                   | 24 pts                      |                             |
| 5.º                         | Quentin Pacher              | B&B Hotels-Vital Concept p/b KTM | 21 pts                      |                             |
| 6.º                         | Primož Roglič               | Jumbo-Visma                      | 18 pts                      |                             |
| 7.º                         | Tadej Pogačar               | UAE Team Emirates                | 14 pts                      |                             |
| 8.º                         | Carlos Verona               | Movistar Team                    | 14 pts                      |                             |
| 9.º                         | Neilson Powless             | EF Pro Cycling                   | 14 pts                      |                             |
| 10.º                        | Michael Gogl                | NTT Pro Cycling                  | 12 pts                      |                             |

### Clasificación del mejor joven(Maillot Blanc)
| Clasificación del mejor joven | Clasificación del mejor joven | Clasificación del mejor joven | Clasificación del mejor joven | Clasificación del mejor joven |
| Ciclista                      | Ciclista                      | Equipo                        | Tiempo                        |                               |
| ----------------------------- | ----------------------------- | ----------------------------- | ----------------------------- | ----------------------------- |
| 1.º                           | Egan Bernal                   | Ineos Grenadiers              | 51 h 27 min 04 s              |                               |
| 2.º                           | Tadej Pogačar                 | UAE Team Emirates             | + 23 s                        |                               |
| 3.º                           | Enric Mas                     | Movistar Team                 | + 1 min 41 s                  |                               |
| 4.º                           | Sergio Higuita                | EF Pro Cycling                | + 12 min 54 s                 |                               |
| 5.º                           | Daniel Felipe Martínez        | EF Pro Cycling                | + 1 h 03 min 20 s             |                               |
| 6.º                           | Valentin Madouas              | Groupama-FDJ                  | + 1 h 03 min 30 s             |                               |
| 7.º                           | Marc Hirschi                  | Team Sunweb                   | + 1 h 03 min 54 s             |                               |
| 8.º                           | Neilson Powless               | EF Pro Cycling                | + 1 h 07 min 48 s             |                               |
| 9.º                           | Harold Tejada                 | Astana                        | + 1 h 10 min 15 s             |                               |
| 10.º                          | David Gaudu                   | Groupama-FDJ                  | + 1 h 15 min 16 s             |                               |

### Clasificación por equipos(Classement par Équipe)
| Clasificación por equipos | Clasificación por equipos | Clasificación por equipos | Clasificación por equipos |
| Equipo                    | Equipo                    | Tiempo                    |                           |
| ------------------------- | ------------------------- | ------------------------- | ------------------------- |
| 1.º                       | Movistar Team             | 154 h 26 min 36 s         |                           |
| 2.º                       | Trek-Segafredo            | + 4 min 18 s              |                           |
| 3.º                       | EF Pro Cycling            | + 5 min 37 s              |                           |
| 4.º                       | AG2R La Mondiale          | + 13 min 47 s             |                           |
| 5.º                       | Jumbo-Visma               | + 17 min 32 s             |                           |
| 6.º                       | Astana                    | + 19 min 01 s             |                           |
| 7.º                       | Ineos Grenadiers          | + 26 min 32 s             |                           |
| 8.º                       | Bahrain McLaren           | + 33 min 38 s             |                           |
| 9.º                       | Mitchelton-Scott          | + 40 min 35 s             |                           |
| 10.º                      | Arkéa-Samsic              | + 1 h 14 min 31 s         |                           |

## Abandonos
- Ilnur Zakarin no completó la etapa debido a que tenía una costilla rota como consecuencia de una caída el día anterior.[2]